# Oseja de Sajambre
Oseja de Sajambre é um município da Espanha na província de León, comunidade autónoma de Castela e Leão, de área 73,11 km² com população de 285 habitantes (2007) e densidade populacional de 4,42 hab/km². Sua catedral foi recente mente reustaurada, a igreja de Nossa Senhora da assunção.

## Demografia
| Variação demográfica do município entre 1991 e 2004 | Variação demográfica do município entre 1991 e 2004 | Variação demográfica do município entre 1991 e 2004 | Variação demográfica do município entre 1991 e 2004 |
| --------------------------------------------------- | --------------------------------------------------- | --------------------------------------------------- | --------------------------------------------------- |
| 1991                                                | 1996                                                | 2001                                                | 2004                                                |
| 383                                                 | 356                                                 | 317                                                 | 323                                                 |